# Конвенция по предотвращению загрязнения моря сбросами отходов и других материалов
Конвенция по предотвращению загрязнения моря сбросами отходов и других материалов (англ. Convention on the Prevention of Marine Pollution by Dumping of Wastes and Other Matter) — это подписанная в 1972 году международная конвенция, называемая также Лондонской конвенцией, посвящённая предотвращению загрязнения моря сбросами отходов и других материалов с судов, самолётов, стационарных и плавучих платформ или других искусственно сооруженных в море конструкций.

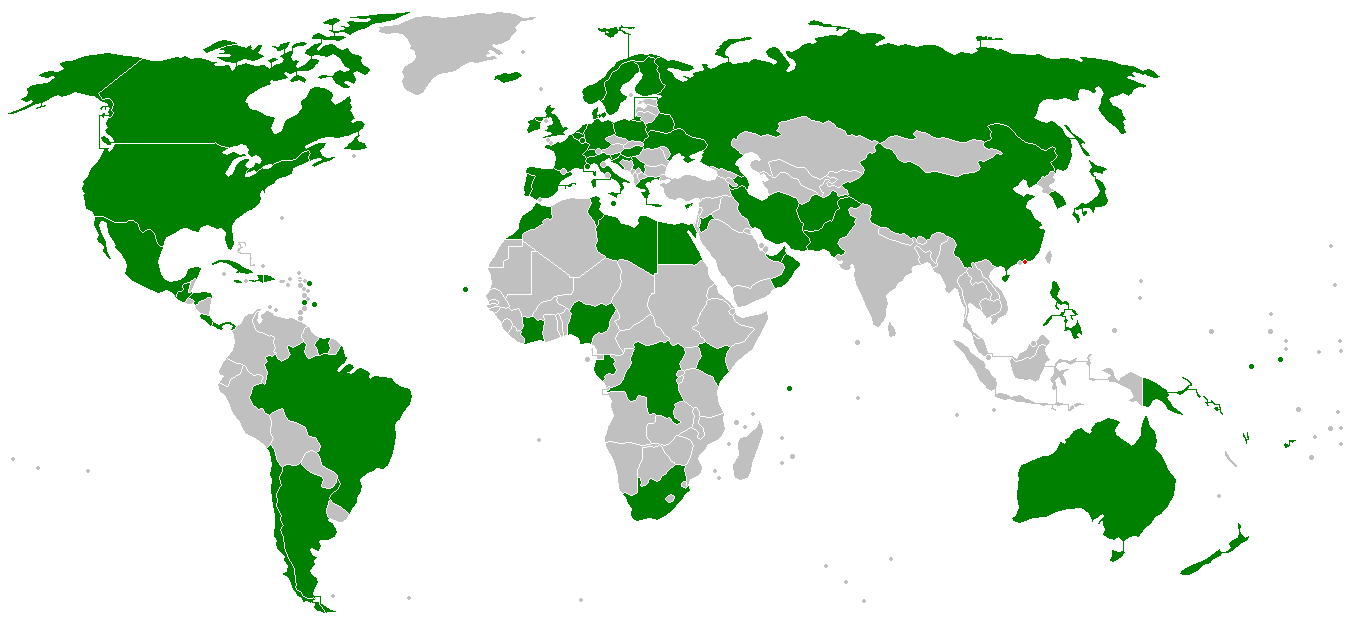
London Convention signatories

## Основные положения Конвенции
Сбросом в смысле Конвенции является:
- любое преднамеренное удаление в море отходов или других материалов с судов, самолетов, платформ или других искусственно сооруженных в море конструкций;
- любое преднамеренное захоронение в море судов, самолётов, платформ или других искусственно сооруженных в море конструкций[1].

Удаление в море отходов или других материалов, присущих или являющихся результатом нормальной эксплуатации судов, самолётов, платформ или других искусственно сооруженных в море конструкций и их оборудования не регулируется Конвенцией 1972 года. Сброс с судов таких отходов регулируется Международной конвенцией по предотвращению загрязнения с судов (МАРПОЛ 73/78).
Конвенция 1972 года предусматривает полный запрет или ограничение преднамеренных сбросов в море перечисленных в Приложениях I (запрещённые к сбросу вещества) и II (вещества, сброс которых требует получения разрешения) отходов и материалов и согласование сбросов с государствами, выдающими разрешение на сброс в установленном порядке в обусловленных случаях. Конвенция вступила в силу в 1975 году.

## Основные положения Протокола к Конвенции
В 1996 году был принят Протокол к Конвенции 1972 года, дополняющий её положения и призванный в конечном счёте заменить её. В соответствии с Протоколом, сбросы всех отходов и материалов запрещаются, за исключением перечисленных категорий:
- извлеченные при дноуглубительных работах материалы;
- осадки сточных вод;
- рыбные отходы;
- суда и платформы;
- инертные геологические материалы неорганического происхождения (например, пустая порода);
- органические материалы естественного происхождения;
- крупные предметы, состоящие в основном из железа, стали и бетона;
- потоки углекислого газа, являющиеся результатом процессов улавливания углекислого газа для связывания[4].

Протоколом также запрещается сжигание в море отходов или других материалов и их экспорт в другие страны с целью сжигания в море.
Исключением из положений о запрещении сброса и сжигания в море являются случаи, когда это необходимо для обеспечения безопасности человеческой жизни или судов, летательных аппаратов, платформ или других искусственно сооруженных в море конструкций в случае форс-мажорных обстоятельств, вызванных непогодой, или в любом случае, когда создаётся опасность для человеческой жизни или реальная угроза судам, летательным аппаратам, платформам или конструкциям.
Протокол вступил в силу в 2006 году.